# Kinixys lobatsiana
Kinixys lobatsiana is een schildpad uit de familie landschildpadden (Testudinidae). De soort werd voor het eerst wetenschappelijk beschreven door John Haycinth Power in 1927. Oorspronkelijk werd de wetenschappelijke naam Cinixys lobatsiana gebruikt.
Deze schildpad is een van de kleinste klepschildpadden en bereikt een maximale schildlengte van ongeveer 17 centimeter. Het schild is opvallend langwerpig van vorm. Het schild heeft een geelbruine tot rode kleur bij jongere exemplaren en bij vrouwtjes. Mannetjes hebben een donkerder bruin tot roodbruin schild.
Kinixys lobatsiana komt voor in delen van Afrika, in de landen Zuid-Afrika en Botswana. De habitat bestaat uit rotsige omgevingen zoals heuvels met Acacia- struiken.